# Eliodoro (nome)
Eliodoro  è un nome proprio di persona italiano maschile.

## Varianti
- Maschili: Eleodoro[2], Alidoro[2]
- Femminili: Eliodora[2][3], Alidora[2]

### Varianti in altre lingue
- Albanese: Eliodor
- Basco: Eludor[5]
- Catalano: Heliodor[5]
- Greco antico: Ἡλιοδωρος (Heliodoros)[4]
- Latino: Heliodorus[1]
- Polacco: Heliodor
- Portoghese: Heliodoro[4]
- Rumeno: Eliodor
- Spagnolo: Heliodoro[4][5]

## Origine e diffusione
Deriva dal nome greco Ἡλιόδωρος (Heliodoros) che, composto dal nome di Elio, il titano greco del sole (in greco Ἥλιος, Hélios, cioè appunto "sole", da cui anche il nome Elio) combinato con δῶρον (dôron, "dono", presente anche in Isidoro, Teodoro e Apollodoro); si tratta quindi di un nome teoforico, dal significato di "dono di Elio" o "dono del Sole".
In Italia il nome è attestato un po' in tutto il territorio, sostenuto dal culto di alcuni santi così chiamati, seppure con diffusione modesta; le forme in Ali- sono tipiche della Toscana. Il nome è presente anche nella Bibbia, in 2Macc3, dove è citato un ministro di Seleuco IV così chiamato.

## Onomastico
L'onomastico si può festeggiare in memoria di diversi santi, alle date seguenti:
- 9 aprile, sant'Eliodoro, vescovo in Mesopotamia, uno dei martiri persiani[7]
- 6 maggio, sant'Eliodoro, martire con altri compagni in Africa sotto Diocleziano[5][7]
- 3 luglio, sant'Eliodoro, vescovo di Altino[7][8]
- 20 agosto, sant'Eliodoro, un altro dei martiri persiani[7]
- 28 settembre, sant'Eliodoro, martire con altri compagni ad Antiochia[7]
- 21 novembre, sant'Eliodoro, martire in Panfilia sotto Aureliano[7]
- 6 dicembre, beato Eliodoro Ramos Garcia, martire a Madrid[9]

## Persone

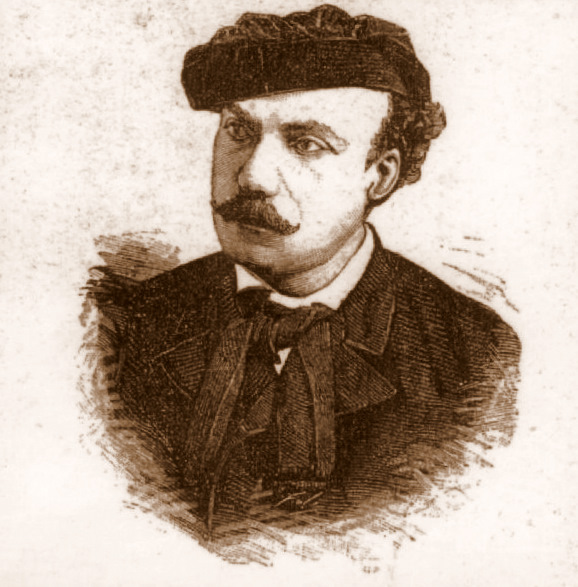
Eliodoro Lombardi

- Eliodoro di Altino, vescovo e santo italiano
- Eliodoro di Emesa, scrittore greco antico
- Eliodoro di Catania, leggendario necromante italiano
- Eliodoro di Larissa, matematico greco antico
- Eliodoro Coccoli, pittore e decoratore italiano
- Eliodoro Farronato, sacerdote e missionario italiano
- Eliodoro Lombardi, poeta e scrittore italiano
- Eliodoro Sollima, pianista, compositore e didatta italiano
- Eliodoro Spech, tenore e patriota italiano naturalizzato statunitense

### Variante Heliodor
- Heliodor Píka, antifascista e generale cecoslovacco